# 马尼亚克拉瓦莱特-维拉尔
马尼亚克拉瓦莱特-维拉尔（法語：Magnac-Lavalette-Villars，法語發音：[maɲak lavalɛt vilaʁ]）是法国夏朗德省的一个市镇，位于该省东部偏南，属于昂古莱姆区。该市镇于1970年由原市镇马尼亚克拉瓦莱特（Magnac-Lavalette）和维拉尔（Villars）合并而成。

## 地理
马尼亚克拉瓦莱特-维拉尔（45°30'2"N, 0°15'2"E）面积23.75 平方千米，位于法国新阿基坦大区夏朗德省，该省份为法国西部内陆省份，北起德塞夫勒省和维埃纳省，东临上维埃纳省，东南至多尔多涅省，南至多爾多涅省，西接滨海夏朗德省。
与马尼亚克拉瓦莱特-维拉尔接壤的市镇（或旧市镇、城区）包括：迪尼亚克、富克布吕讷、龙斯纳克、维勒布瓦拉瓦莱特、布瓦内拉蒂德。

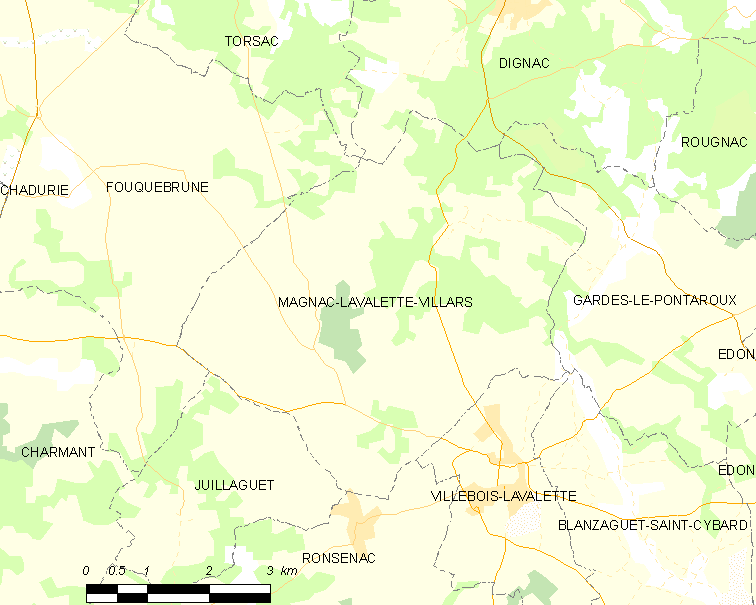
马尼亚克拉瓦莱特-维拉尔的OSM定位图

马尼亚克拉瓦莱特-维拉尔的时区为UTC+01:00、UTC+02:00（夏令时）。

## 行政
马尼亚克拉瓦莱特-维拉尔的邮政编码为16320，INSEE市镇编码为16198。

## 政治
马尼亚克拉瓦莱特-维拉尔所属的省级选区为蒂德-拉瓦莱特县。

## 人口

1962-2008年间马尼亚克拉瓦莱特-维拉尔人口变化图示

马尼亚克拉瓦莱特-维拉尔于2022年1月1日时的人口数量为487人。